# Helichrysum nudifolium
Helichrysum nudifolium là một loài thực vật có hoa trong họ Cúc. Loài này được (L.) Less. mô tả khoa học đầu tiên năm 1832.